# 蒙西
蒙西（法語：Moncy，法語發音：[mɔ̃si] ⓘ）是法国奥恩省的一个市镇，属于阿让唐区。

## 地理
蒙西（48°49'29"N, 0°41'10"W）面积7.75 平方千米，位于法国诺曼底大区奧恩省，该省份为法国西北部内陆省份，北起顺时针与卡爾瓦多斯省、厄尔省、厄尔-卢瓦省、萨尔特省、马耶讷省和芒什省接壤。
与蒙西接壤的市镇（或旧市镇、城区）包括：瓦尔达利耶尔、圣皮埃尔当特勒蒙、诺曼底地区孔代。

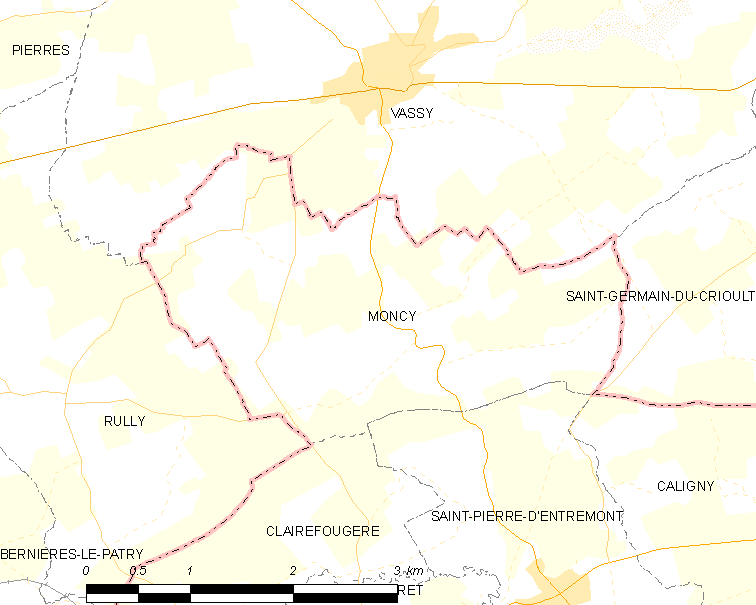
蒙西的OSM定位图

蒙西的时区为UTC+01:00、UTC+02:00（夏令时）。

## 行政
蒙西的邮政编码为61800，INSEE市镇编码为61281。

## 政治
蒙西所属的省级选区为弗莱尔第一县。

## 人口

1962-2008年间蒙西人口变化图示

蒙西于2022年1月1日时的人口数量为265人。